# 錦織川並材木奉行所
錦織川並材木奉行所（にしきおりかわなみざいもくぶぎょうしょ）は、江戸時代に尾張藩が木曽谷で伐採した材木を木曽川に流して熱田湊へ送るために途中で集約し筏に組むために設置した奉行所。
美濃国可児郡錦織村(岐阜県八百津町錦織)の木曽川河畔に置かれた。近くにあった牧野川並材木奉行所と、尾張国の熱田湊にあった白鳥材木奉行所についても記述する。

## 歴史
木曽川中流の錦織村には、江戸時代以前から綱場が設けられていた。
江戸時代となってからは尾張藩の重臣で木曾代官の山村甚兵衛家が錦織役所を置いて管理するようになり、久々利九人衆が交代で勤めていた。
寛文5年(1665年)、尾張藩の林政改革により、それまでの山村甚兵衛家が支配する錦織役所は廃止となり、山村甚兵衛家の役人は引き揚げて、尾張藩直轄の川並奉行所が、錦織村と牧野村の両方に新設された。
錦織の綱場では、木曽川合渡から川狩輸送した材木を、ここで川切して筏に組んで、熱田湊(尾張藩貯木場)まで輸送した。
錦織と牧野の川並材木奉行所の定員は以下のとおりであった。
　

## 錦織川並材木奉行所
- 錦織奉行　　2名　(うち1名は木曾材木奉行と兼任)
- 手代　　　　6名　奉行が各3名を預り
- 足軽　　　 10名　奉行が各5名を預り
- 御役中間　      120名

## 牧野川並材木奉行所
木曽川と飛騨川の合流地点である美濃国加茂郡牧野村(岐阜県加茂郡八百津町牧野)にあった。
- 牧野奉行　　1名
- 手代　　　　3名
- 足軽　　　　5名
- 御役中間　120名

牧野川並材木奉行所は、享保11年(1726年)に番所に格下げとなり嘉永元年(1848年)に廃止された。

## 白鳥材木奉行所
尾張藩の材木貯木場で、名古屋市熱田区白鳥にあった。熱田湊とも呼ばれた。現在の白鳥貯木場である。
- 白鳥奉行　　2名
- 吟味役　　　2名
- 調役　　　　2名
- 手代　　　　不定
- 同心　　　　不定